# Clan Kyōgoku

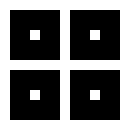
Lo stemma (mon) del clan Kyōgoku

Il clan Kyōgoku (京極氏?, Kyōgoku-shi) fu un clan del Giappone che emerse durante la fine del periodo Sengoku e l'inizio di quello Edo. Il clan discende dall'imperatore Uda Genji attraverso il clan Sasaki. Il nome deriva dal quartiere di Kyoto dove aveva la sede il clan durante il periodo Heian.

## Storia
I Kyōgoku discendevano da Sasaki Ujinobu, uno dei cui discendenti si stabilì nel castello di Kyōgoku nella provincia di Ōmi.
Ebbero il ruolo di shugo (governatori) delle provincie di Ōmi, Hida, Izumo e Oki nel periodo precedente alla guerra Ōnin. All'inizio del periodo Sengoku furono indeboliti dalla ribellione del clan Azai, evento che li portò in conflitto anche con il clan Asakura della provincia di Echizen. Indeboliti, divennero servitori del clan Oda.
Il periodo di declino finì con l'ascesa del clan Tokugawa con i quali si schierarono durante la campagna di Sekigahara. I Kyōgoku entrarono in possesso del castello di Ōtsu, ma lo persero nel 1600 per mano di Tachibana Muneshige (vedi Assedio di Ōtsu). Dopo la battaglia di Sekigahara a Kyōgoku Takatsugu fu assegnato un feudo a Obama con reddito di circa 90.000 koku. Il clan rimase lì solo due generazioni, trasferendosi nello han di Matsue e poi in quello di Marugame. Nel frattempo, un altro ramo della famiglia, discendente dal fratello di Takatsugu, Takatomo, venne insediato negli han di Tanabe, Miyazu, Mineyama e Toyooka.

## Rami del clan
I seguenti rami derivano dal clan Kyōgoku
- Il ramo principale era discendente di Kyōgoku Takatsugu (1560–1609). Si alleò con Oda Nobunaga, del quale sposò la nipote. Toyotomi Hideyoshi lo ricompensò con il castello di Ōtsu (60.000 koku) nella provincia di Ōmi. Nel 1600 si schierò con i Tokugawa durante l'assedio di Ōtsu; come ricompensa ricevette il feudo di Obama (92.000 koku) nella provincia di Wakasa.[1]

Un figlio di Takatsugu, Kyōgoku Tadataka (1593–1637), sposò la quarta figlia dello shōgun Tokugawa Hidetada nel 1607.  Gli introiti di Tadataka vennero aumentati col passare del tempo.  Nel 1634 gli fu assegnato il dominio di Matsue (260.000 koku) a Izumo; morì tre anni dopo senza lasciare un erede. Il suo feudo fu riconsegnato quindi allo shogunato.
Il bakufu designò Kyōgoku Takakazu, figlio del fratello di Tadataka, per continuare la linea del clan. A Tadakazu fu assegnato il dominio di Tatsuno (50.000 koku) a Harima.  Nel 1658 furono trasferiti nel castello di Marugame a Sanuki, dove rimasero daimyō fino al rinnovamento Meiji del 1871. Divennero visconti con il sistema Kazoku.
- Un altro ramo derivante da quello principale fu stabilito nel 1694 a Tadotsu (10.000 koku) a Sanuki dove rimasero fino al rinnovamento Meiji. Divennero visconti con il sistema Kazoku.[1]
- Un ramo cadetto fu nel 1592 quanto Hideyoshi ricompensò Kyōgoku Takatomo (1571–1621) con il dominio di Iida (80.000 koku) a Shinano. Takatomo si schierò successivamente con i Tokugawa; gli fu assegnata la difesa del castello di Gifu nella provincia di Mino.  Dopo la battaglia di Sekigahara fu trasferito al castello di Tanabe (125.000 koku) a Tango.[1] Poco dopo Takatomo costruì un castello nel dominio di Miyazu (78.000 koku) a Tamba dove si stabilì.[4]

Kyōgoku Takahiro (1599–1677) figlio adottivo ed erede di Takatomo.  Quando l'amministrazione del dominio di Miyazu divenne sua responsabilità nel 1621, gli introiti del dominio vennero ridotti a 75.000 koku. La cattiva gestione del dominio fu accentuata dal figlio di Takahiro, Kyōgoku Takakuni (1616–1675). Lo shōgun Tokugawa Ietsuna cacciò i Kyōgoku da Miyazu nel 1666, esiliando sia Takakuni che suo figlio Kyōgoku Takayori. Nel 1687 a Takayori fu permesso di tornare dall'esilio e gli fu garantita una pensione di 2.000 koku assieme alla posizione di kōke.
- Un altro ramo derivante da quello principale fu creato nel 1604 quando Kyōgoku Takatomo trasferì la sua sede di autorità al castello di Miyasu.  Questo sotto-ramo del clan comprendeva quei discendenti dei Kyōgoku che continuarono a governare il castello di Tanabe nella provincia di Tango. Nel 1668 questo ramo del clan fu trasferito al dominio di Toyooka (15.000 koku) a Tajima. Il capo di questa linea del clan divenne visconte nel periodo Meiji.[1]
- Un'altra diramazione del ramo cadetto fu stabilita nel 1620 quando Kyōgoku Takamichi (1603-1665) fu instaurato nel dominio di Mineyama (10.000 koku) nella provincia di Tango. Takamichi, che era figlio di Kuchiki Tanetsuna, era stato adottato da Takatomo. I discendenti di Takamichi rimasero daimyō in questo han fino al 1871. Il capo di questa linea del clan divenne visconte nel periodo Meiji.[1]

## Capi famiglia

### Antenati
1. Imperatore Uda
2. Principessa Imperiale Atsumi (敦実 親王?) (893–967)
3. Minamoto no Masanobu
4. Minamoto no Sukenori (951–998)
5. Sasaki Nariyori
6. Sasaki no Yoshitsune (1000–1058)
7. Sasaki no Tsunekata
8. Sasaki Tametoshi
9. Sasaki Hideyoshi
10. Sasaki Sadatsuna (1142–1205)
11. Sasaki Nobutsuna (1181–1242)

### Capi famiglia
1. Sasaki Ujinobu (1220–1295)
2. Sasaki Munetsuna (1248–1297)
3. Sasaki Sadamune (1287–1305)
4. Sasaki Takauji
5. Sasaki Takahide (1328–1391)
6. Kyōgoku Takanori (1352–1401)
7. Kyōgoku Takamitsu (1375–1413)
8. Kyōgoku Mochitaka (1401–1439)
9. Kyōgoku Mochikiyo (1407–1470)
10. Kyōgoku Masatsune (1453–1502/1508)
11. Kyōgoku Takakiyo (1460–1538)
12. Kyōgoku Takanobu
13. Kyōgoku Takayoshi
14. Kyōgoku Takatsugu
15. Kyōgoku Tadataka
16. Kyōgoku Takakazu (1619–1662)
17. Kyōgoku Takatoyo (1655–1694)
18. Kyōgoku Takamochi (1692–1724)
19. Kyōgoku Takanori (1718–1763)
20. Kyōgoku Takanaka (1754–1811)
21. Kyōgoku Takaakira (1798–1874)
22. Kyōgoku Akiyuki (1828–1882)
23. Kyōgoku Takanori (1858–1928)
24. Kyōgoku Takaosa (1891–1967)
25. Takaharu Kyōgoku (nato 1938)